# آرائیک هامبارتسوموف
آرائیک هامبارتسوموف (انگلیسی: Araik Ambartsumov؛ زادهٔ ۱ ژانویهٔ ۱۹۸۳ در تاشکند) بوکسور ارمنی‌تبار اهل روسیه است که در مسابقات کشوری و بین‌المللی در مجموع برندهٔ ۱ مدال نقره شده‌است.